# 長谷川巳之吉
長谷川 巳之吉（はせがわ みのきち、1893年12月28日 - 1973年10月11日）は、日本の雑誌・書籍編集者、実業家。出版社「第一書房」を創業したことで知られる。

## 人物・来歴
1893年（明治26年）12月28日、新潟県三島郡出雲崎町に生まれる。出生姓は安部。
12歳のとき、高等小学校1年を修了して銀行（明治商業銀行）の見習い給仕となり、以後、独学で出版人としての教養を身につける。1914年（大正3年）、22歳のころに上京し、1916年（大正5年）、東京の「太陽通信社」に入社、同年11月に創刊された雑誌『黒潮』の編集に創刊号から携わり、のちに、東京の化粧品メーカー伊東胡蝶園が同年に設立した出版社「玄文社」に入社、同社は『新演芸』（主筆岡村柿紅）、『新家庭』、『花形』、『詩聖』などの雑誌や書籍を編集・発行したが、これらの雑誌の編集に携わった。
1923年（大正12年）、29歳のころに「玄文社」を退社し、大田黒元雄や片山広子らの資金援助を元に出版社「第一書房」を設立した。代表的な書籍は、松岡譲の『法城を護る人々』、パール・バックの『大地』（新居格訳、1935年）等の小説、堀口大學の訳詩集『月下の一群』（1925年）、『上田敏詩集』等の多くの詩集や、大田黒元雄『歌劇大観』（1917年の音楽と文学社版の増補改訂版）等の評論、雑誌『セルパン』等を出版した。書物の美にこだわり、絢爛とした造本の豪華本を刊行したことや、在野精神と反アカデミズムの精神による長谷川の出版活動は、「第一書房文化」と讃えられた。特に大田黒は長谷川に共鳴し、第一書房に多大な資金援助を行った。
1928年（昭和3年）、岩佐又兵衛の名作「山中常磐物語絵巻」（現在はMOA美術館蔵）がドイツ人に売られようとしていることを知り、家屋敷や他の収集品も抵当に入れて入手したという逸話は、NHK教育テレビの新日曜美術館でも紹介された。
1936年（昭和11年）、神奈川県藤沢町鵠沼に病気静養した長谷川は、この地が気に入り、1939年（昭和14年）5月に鵠沼松が岡一丁目の砂丘上に瀟洒な洋館を新築して居住し、前の道を富士見坂と命名する。ここに住んだのは1943年（昭和18年）までで、次に鵠沼松が岡三丁目に古民家を改造して住み、さらに鵠沼松が岡四丁目へ転居したが、終生鵠沼を離れなかった。
1940年（昭和15年）6月15日には、同年9月27日の日独伊三国軍事同盟締結に先駆け、アドルフ・ヒトラーの『我が闘争』の初版（室伏高信訳）を出版している。同書は当時のベストセラーとなった。第二次世界大戦が始まり、戦時体制下でも出版をつづけた。
1944年（昭和19年）、「出版一代論」を唱え、50歳にして「第一書房」を廃業、一切の権利を大日本雄辯會講談社（現在の講談社）に譲渡した。同社は、21年の間に単行本759点、全集叢書22点、雑誌13種を出版した。
戦争中に、ヒトラーの『我が闘争』などを刊行したことにより1946年（昭和21年）には公職追放となり、出版事業をはじめ、一切公的な活動から身を引いた暮らしをつづけた。林達夫らとの交流は続けられ、終戦直後に協力して鵠沼在住の文化人から蔵書の提供を受け、貸本屋「湘南文庫」を開設したり、文化人を講師に「鵠沼夏期自由大学」を開催、開校したばかりの小学校や公民館に蔵書を寄贈するなど、地方文化の振興に尽くした。
1973年（昭和48年）10月11日、鵠沼で死去した。満79歳没。新潟県長岡市の悠久山にある悠久山公園に、長谷川を顕彰した石碑がある。
なお、現在東京都文京区本郷6丁目にある株式会社第一書房は、長谷川の「第一書房」とは関係がない。また、2006年に長谷川の伝記を上梓した長谷川郁夫には、長谷川との血縁関係はない。

## 関連事項
- 伊東胡蝶園
- 伊東栄
- 野口米次郎

## 評伝
- 『第一書房 長谷川巳之吉』 日本エディタースクール出版部、1984年9月 - 林達夫等が寄稿
- 長谷川郁夫 『美酒と革嚢 第一書房・長谷川巳之吉』 河出書房新社、2006年8月 ISBN 4309017738

## 註
1. 1 2 3 4 5 6 7  コトバンクサイト内の記事「長谷川巳之吉」の記述を参照。
2. ↑  長谷川郁夫『美酒と革嚢 第一書房・長谷川巳之吉』（河出書房新社、2006年）の記述を参照。